# Ipomoea peredoi
Ipomoea peredoi är en vindeväxtart som beskrevs av O'donell. Ipomoea peredoi ingår i släktet praktvindor, och familjen vindeväxter. Inga underarter finns listade i Catalogue of Life.